# Keiichi Tsuchiya
Keiichi Tsuchiya (土屋 圭市 Tsuchiya Keiichi?; Tōmi, 30 gennaio 1956) è un pilota automobilistico giapponese.
Pilota professionista, ha preso parte alle più svariate competizioni automobilistiche tra cui le famose 24 ore di Le Mans dal 1994 al 2000 ottenendo come miglior piazzamento la seconda posizione (1999), NASCAR, intraprendendo una carriera anche nel drifting. In merito alle notevoli capacità in quest'ultimo campo, in particolare per la sua maniera non del tutto convenzionale di driftare in eventi non competitivi, gli è stato attribuito il soprannome di "Dorifto o Dori ", cioè "Re del Drift".

## Biografia
Tsuchiya ha iniziato la sua carriera nella serie Fuji Freshman nel 1977. A differenza dei numerosi piloti che provenivano da famiglie benestanti o figli di campioni automobilistici, ha affinato le sue abilità grazie allo street racing ed è divenuto una leggenda urbana.

### Carriera automobilistica
Campionato nazionale
Keiichi ha continuato a prendere parte nella F3 giapponese, nel JTCC (Japanese Touring Car Championship),  quest'ultimo guidando una Nissan Skyline GT-R nei campionati del Gruppo A e successivamente guidando una Honda Civic nel campionato Super Touring.
Le Mans
Ha ottenuto un ottavo posto nella 24 Ore di Le Mans 1995 con una Honda NSX, aggiudicandosi la vittoria di classe GT2. Nella 24 Ore di Le Mans 1999, questa volta a bordo di una Toyota GT-One, durante l'ultima ora, mentre il co-pilota Ukyo Katayama stava guadagnando velocità cercando di superare una BMW V12 LMR è stato costretto a finire nell'erba.
Successivamente a causa dell'usura lo pneumatico posteriore sinistro è esploso costringendo Katayama al rientro ai box. La vettura, riparata, è giunta comunque al secondo posto, regalando a Tsuchiya un prestigioso podio.
NASCAR
Ha gareggiato in una gara di esibizione NASCAR al Circuito di Suzuka (Suzuka Thunder 100) ed al Superspeedway del Circuito di Motegi nell'esibizione NASCAR del 1998 NASCAR e nella Grand National Division NASCAR del 1999.

### Carriera drifting
Quando Tsuchiya era ancora un novizio nel circuito, gli è stata sospesa la licenza automobilistica per le gare clandestine a cui stava ancora partecipando (a causa del video Drift Pluspy). Nel film Shuto kōsoku toraiaru, consiglia a dei piloti di gare clandestine di abbandonare lo scenario clandestino se avessero voluto iniziare una carriera nell'automobilismo professionale.

## Curiosità
- Keiichi Tsuchiya collabora come stuntman nel film The Fast and the Furious: Tokyo Drift, inoltre appare in un piccolo cameo nei panni di uno dei due pescatori nella scena in cui Sean si allena nel drift sul molo.
- Ha preso parte nella stesura del manga Initial D per quanto concerne le tecniche di drift, a lui si deve infatti la terminologia molto dettagliata con cui i personaggi lo descrivono.
- La sua voce prende parte nell'anime Initial D in quanto in una delle puntate chiama il padre del protagonista.
- Keiichi viene spesso soprannominato scherzosamente "DoriDori".